# 호라이정
호라이정(鳳来町)은 아이치현 미나미시타라군에 설치되었던 정이다.
1956년에 정촌합병으로 성립하였다. 2005년 10월 1일에 신시로시, 미나미시타라군 쓰쿠데촌과 합병해 새롭게 성립해 신시로시의 일부가 되었다.

## 역사
- 1956년 4월 1일 - 미나미시타라군 나가지노촌, 호오라이테라촌과 야나군 오노정, 나나사토촌의 1정 3촌이 합병해 호라이정이 성립하였다.
- 2005년 10월 1일 - (구) 신시로시, 미나미시타라군 쓰쿠데촌과 합병해 (신) 신시로시가 성립하였다.

## 교통

### 철도
- 도카이 여객철도 이다선

### 도로
- 국도 제151호선
- 국도 제257호선